# Cumby (Texas)
Cumby es una ciudad ubicada en el condado de Hopkins en el estado estadounidense de Texas. En el Censo de 2010 tenía una población de 777 habitantes y una densidad poblacional de 295,57 personas por km².

## Geografía
Cumby se encuentra ubicada en las coordenadas 33°8′7″N 95°50′24″O / 33.13528, -95.84000. Según la Oficina del Censo de los Estados Unidos, Cumby tiene una superficie total de 2.63 km², de la cual 2.62 km² corresponden a tierra firme y (0.49%) 0.01 km² es agua.

## Demografía
Según el censo de 2010, había 777 personas residiendo en Cumby. La densidad de población era de 295,57 hab./km². De los 777 habitantes, Cumby estaba compuesto por el 93.56% blancos, el 0.64% eran afroamericanos, el 1.16% eran amerindios, el 0.13% eran asiáticos, el 0% eran isleños del Pacífico, el 3.09% eran de otras razas y el 1.42% pertenecían a dos o más razas. Del total de la población el 5.66% eran hispanos o latinos de cualquier raza.